# Frühling in Berlin
Frühling in Berlin ist ein deutscher Episoden-Spielfilm aus dem Jahr 1957 von Arthur Maria Rabenalt mit starkem Werbecharakter für Berlin. Das Drehbuch verfasste Curt Johannes Braun. Uraufgeführt wurde das Werk am 25. Oktober 1957.

## Handlung
Schlechte Wetterverhältnisse über Dänemark zwingen das planmäßig in Wien gestartete Flugzeug zu einer Zwischenlandung in Berlin. Keiner der Passagiere ist glücklich darüber, am wenigsten die zwei steckbrieflich gesuchten Bankräuber. Bei ihrem Empfang werden sie auch schon von der Polizei erwartet; jedoch gelingt ihnen die Flucht. Nicoline Peterson, die Frau des schwedischen Pressefotografen, ist sauer, weil sich wegen des unfreiwilligen Berlin-Aufenthalts ihre sehnlichst erwartete Scheidung hinauszögert. Auch die Operndiva Verena Illing ist nicht gut auf diese Stadt zu sprechen, denn vor vielen Jahren musste sie hier eine herbe Enttäuschung erleben: Ihr Musiklehrer Markoff, mit dem sie kurz ein Verhältnis hatte, gab ihr den Laufpass. Den dicken Griechen wurmt es, weil er nicht bei der Geburt seines ersten Kindes dabei sein kann. Ferry aus Wien, der nach Kanada auswandern möchte, erinnert sich an seine erste große Liebe, die er in Berlin gefunden und nur auf das Mädchen verzichtet hatte, weil er ihrer Karriere als Tänzerin nicht im Wege stehen wollte.
Kaum haben die Passagiere Berliner Boden betreten, spüren sie, dass in dieser Stadt eine besondere Atmosphäre herrscht. Niemand vermag sich ihrem Charme zu entziehen. Kurfürstendamm, Funkturm, AVUS, Olympiastadion und Zoo ziehen jeden Fremden in ihren Bann. Alle kommen sie auf ihre Weise mit dem Berliner Alltag in Berührung. Nicoline lässt sich von ihrem (Noch-)Ehemann überreden, ihm bei einer Fotoreportage über die Inselstadt zu helfen. Dabei verliebt sie sich erneut in den eigenen Mann. Die Operndiva muss erkennen, dass die Verachtung für ihren Gesangslehrer nur die Folge eines Missverständnisses gewesen ist. Ferry sucht seine Jugendfreundin Heidi auf und stellt fest, dass aus ihrer Ballettausbildung nichts geworden ist; sie arbeitet als Kellnerin im Café Kranzler.
Nach zwei Tagen ist der erzwungene Aufenthalt in Berlin vorbei. Als sich die Passagiere wieder auf dem Flughafen Berlin-Tempelhof einfinden, sind alle wie verwandelt. Die kurze Zeit hat ausgereicht, um sie mit dem Berliner Optimismus anzustecken. Nur die beiden Gauner fehlen; sie wurden im Ostsektor der Stadt von der Polizei gefasst und verbringen jetzt ihre Zeit im Gefängnis.

## Produktionsnotizen
Die Außenaufnahmen entstanden an zahlreichen Originalschauplätzen in West- und (!) Ost-Berlin, sowie in Potsdam.
Zu sehen sind unter anderem der Flughafen Tempelhof, das Olympiastadion, die AVUS, der Funkturm, die Heilig-Kreuz-Kirche Kreuzberg, der Kurfürstendamm (mit dem Hotel Kempinski, dem Café Kranzler und der Kaiser-Wilhelm-Gedächtniskirche), sowie das Ballhaus Resi in der Hasenheide, die Bahnhöfe Zoologischer Garten und Alexanderplatz, die Stalinallee, das Hansa-Viertel und der Lietzensee. In Potsdam dann das Brandenburger Tor, die Ringerkolonnade, Reste des Stadtschlosses, sowie der Marstall (das heutige Filmmuseum Potsdam), die Garnisonkirche und das Neue Palais, Schloss Sanssouci und der Chinesischen Pavillon.
Die Bauten wurden von den Filmarchitekten Hanns H. Kuhnert und Wilhelm Vorwerg entworfen bzw. ausgeführt. Walter Salemann entwarf die Kostüme.

## Kritik
Das Lexikon des internationalen Films bezeichnet den Streifen lapidar als „belanglosen Episodenfilm mit Werbeabsicht für Berlin, der Milieu, Lebensgefühl und politische Realitäten (1957) nur oberflächlich erfaßt.“
Cinema befand, „die banalen Storys um eine Operndiva oder ein krisengeplagtes Ehepaar (Sonja Ziemann, Walter Giller) erzählten nichts über die Menschen oder den damaligen Sonderstatus von Berlin. Der Film sei nicht mal als Werbung für Berlin geeignet.“
Der Spiegel zog folgendes Fazit: „Der Regisseur Artur Maria Rabenalt fertigte einen Berlin-Prospekt in sauberen Farben, der dem künftigen Ostgeschäft zuliebe auch die Attraktionen Stalin-Allee und Potsdam enthält. Ein Stadtbildnis wie Julien Duviviers Paris-Film kam trotz der gleichfalls angewandten Episodentechnik nicht zustande. Rabenalt bietet nur verschwommene Kitschgeschichten, denen einige lokale Redensarten flüchtig aufgeheftet sind.“

## Quelle
- Programm zum Film: Das Neue Film-Programm, Mannheim, ohne Nummernangabe